# Pseudolinosyris microcephala
Pseudolinosyris microcephala là một loài thực vật có hoa trong họ Cúc. Loài này được (Novopokr.) Tamamsch. miêu tả khoa học đầu tiên năm 1959.